# Bandeira do Luxemburgo
A bandeira do Luxemburgo consiste de três barras horizontais iguais de vermelho, branco e azul claro. É semelhante à bandeira dos Países Baixos, que usa um tom mais escuro de azul e é mais curta. O vermelho representa o vigor do povo e das terras, o branco a paz e o azul o límpido céu de Luxemburgo.